# Skuggbotjärnen
Skuggbotjärnen är en sjö i Säters kommun i Dalarna och ingår i Dalälvens huvudavrinningsområde.